# Felix Pastorius

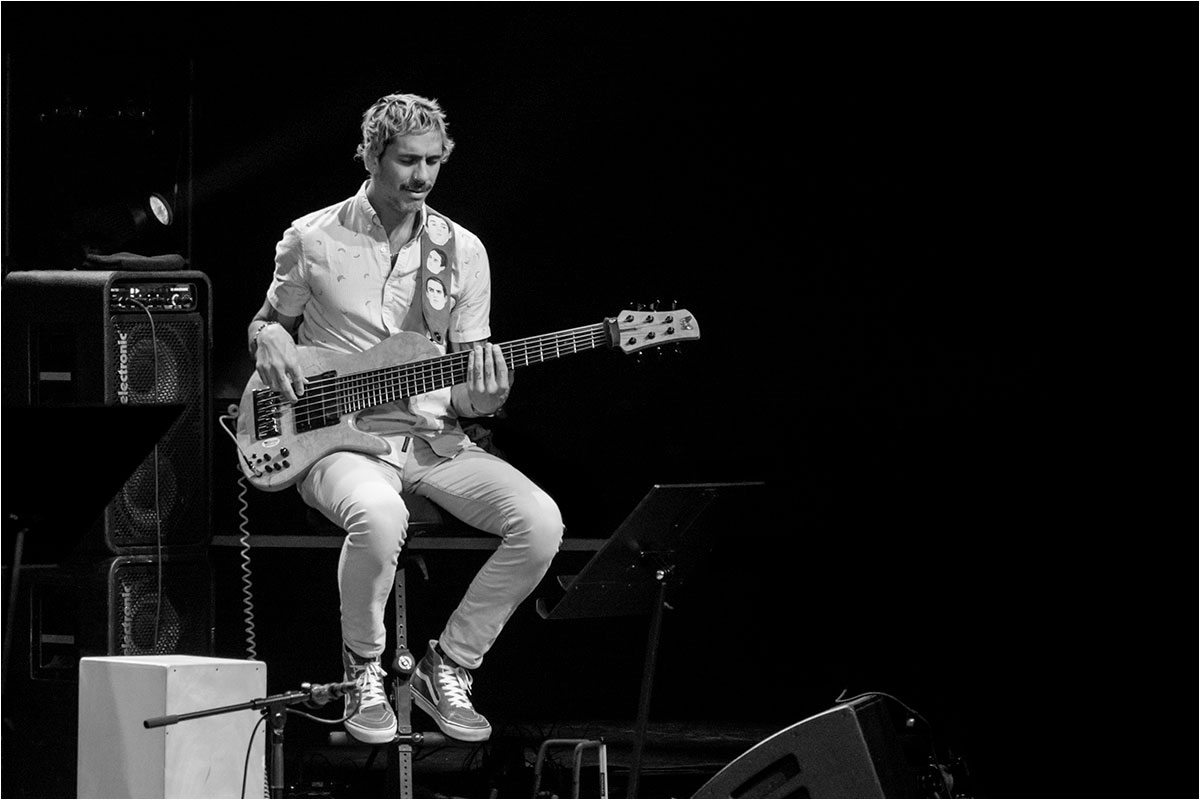
Dänemark 2023

Felix Xavier Pastorius (* 9. Juni 1982) ist ein amerikanischer Fusionmusiker (E-Bass).

## Leben und Wirken
Pastorius, Sohn von Jaco Pastorius, erhielt zunächst Geigen- und Klavierstunden, bevor er mit 10 Jahren auf den Bass wechselte. Seine Haupteinflüsse waren Flea, Les Claypool, Victor Wooten, Oteil Burbridge und John Patitucci. Mit 16 Jahren wurde er Mitglied im Trio des Weather-Report-Perkussionisten Robert Thomas Jr., mit dem er die Szene von Florida bespielte. Ab 2002 gehörte er zu Jeff Coffins Mu’tet, mit dem er drei Alben einspielte.
Ab 2010 arbeitete er auch mit Cindy Blackman und tourte mit ihrer Band Another Lifetime. In Deutschland tourte er 2010 mit seinem Zwillingsbruder Julius mit der Band von Ralph Herrnkind. Im Jahr 2011 wurde er Bassist der Yellowjackets, bei denen er bis 2015 blieb. Mit seinem Zwillingsbruder Julius Pastorius spielte er auch in der Band 7th World von Robert Thomas Jr.
Beim Kritikerpoll des Down Beat kam er 2019 als „Rising Star“ am E-Bass auf den ersten Platz.